# Grandes Hits (álbum de Cristian Castro)
Grandes Hits es el título del primer álbum de grandes éxitos grabado por el cantautor mexicano Cristian Castro. Fue lanzado al mercado bajo el sello discográfico BMG U.S. Latin el 10 de septiembre de 2002. aquí reúne 16 canciones, entre ellas tres temas nuevos y el resto sus mejores éxitos. Entre los temas nuevos se encuentran "Cuando me miras así", "Miedo" y "Soledad".

## Lista de canciones
| Grandes Hits |                                           |                                                            |          |  |
| N.º          | Título                                    | Escritor(es)                                               | Duración |  |
| 1.           | «Lloran las rosas»                        | Alfredo Matheus                                            | 4:25     |  |
| 2.           | «Por amarte así»                          | Alejandro Montalbán · Eduardo Reyes                        | 4:32     |  |
| 3.           | «Cuando me miras así»                     | Adrián Possé · Marc Martín                                 | 4:20     |  |
| 4.           | «Azul»                                    | Kike Santander                                             | 4:22     |  |
| 5.           | «Volver a amar»                           | Kike Santander                                             | 4:41     |  |
| 6.           | «Escondidos» (con Olga Tañón)             | Mauricio Abaroa · Rudy Pérez                               | 4:28     |  |
| 7.           | «Miedo»                                   | Estéfano · Julio C. Reyes                                  | 4:48     |  |
| 8.           | «Yo quería»                               | Toto Cotugno · Sandro Giacobbe Adapt: al español: Cristian | 4:17     |  |
| 9.           | «Pasión» (con Grupo Límite)               | Alicia Villarreal                                          | 4:18     |  |
| 10.          | «Lloviendo estrellas»                     | Alejandro Montalbán · Eduardo Reyes                        | 4:17     |  |
| 11.          | «Verónica»                                | Cristian Castro                                            | 4:35     |  |
| 12.          | «Soledad»                                 | Danilo Ballo                                               | 4:32     |  |
| 13.          | «Ella» (con José Alfredo Jiménez)         | José Alfredo Jiménez                                       | 3:13     |  |
| 14.          | «Mi vida sin tu amor»                     | Kike Santander                                             | 3:33     |  |
| 15.          | «Lo mejor de mí»                          | Rudy Pérez                                                 | 3:57     |  |
| 16.          | «Después de ti, qué» (con Raúl Di Blasio) | Rudy Pérez                                                 | 5:30     |  |
| 17.          | «Cuando me miras así (Salsa Version)»     | Adrián Possé · Marc Martín                                 | 3:59     |  |
| 18.          | «Cuando me miras así (Bachata version)»   | Adrián Possé · Marc Martín                                 | 3:32     |  |
| 69:54        |                                           |                                                            |          |  |

## Certificaciones
| País   | Organismo certificador | Certificación | Ventas certificadas | Ref   |
| ------ | ---------------------- | ------------- | ------------------- | ----- |
| México | AMPROFON               | Oro           | 75 000              | [ 2 ] |